# Jean Clair
Pour les articles homonymes, voir Clair et Régnier.
Jean Clair, pseudonyme de Gérard Régnier, né le 20 octobre 1940 à Paris, est un conservateur général du patrimoine, écrivain, essayiste, polémiste et historien de l'art français.
Ancien directeur du musée Picasso, il est membre de l'Académie française depuis mai 2008.

## Biographie
D'un père agriculteur au passé socialiste et d'une mère fervente catholique, Jean Clair naît dans le 6e arrondissement de Paris. Adolescent, il pratique le scoutisme au sein des Scouts de France. Il fait toutes ses études à Paris : élève aux lycées Jacques-Decour, dont il est renvoyé pour avoir vilipendé un professeur de français, et Carnot. Il devient lauréat Zellidja, et entre en hypokhâgne au lycée Henri-IV, qu'il quitte en cours d'année. Il prépare ensuite un doctorat ès lettres à la faculté des lettres et sciences humaines puis s'oriente vers la philosophie et l'histoire de l'art à la Sorbonne, où il est l'élève de l'historien de l'art André Chastel et du philosophe Jean Grenier. Grâce à une bourse du financier Arthur Sachs, il prépare un doctorat de philosophie en art au Fogg Art Museum de l'université Harvard. Dans le cadre de ses études, il passe une année aux Pays-Bas et une autre en Belgique. Lorsque éclate la guerre d'Algérie, il est un temps proche de l'Union des étudiants communistes.
Jean Clair s'introduit dans le monde littéraire et devient le chroniqueur d’art de La Nouvelle Revue française, dirigée notamment par Marcel Arland, Georges Lambrichs et Jacques Réda. Le choix du pseudonyme « Clair », en 1962, annonce sa carrière d'écrivain, avec un premier roman, Les Chemins détournés. Ce texte exprime une nostalgie de ses séjours d’enfance et d’adolescence dans les fermes et dans les campagnes que ses parents avaient quittées pour Paris.
Pour son premier poste, il est affecté au musée de l'Orangerie, mais trouve ce milieu « tellement poussiéreux, tellement bourgeois ». Reçu au second concours de recrutement de conservateur des musées de France en 1966, il est conservateur assistant jusqu'en 1969, puis conservateur au musée national d'Art moderne durant dix ans, et conservateur du cabinet d'art graphique du Centre Pompidou entre 1980 et 1989. Nommé conservateur général du patrimoine en 1989, il dirige jusqu'en 2005 le musée Picasso de Paris. Il a également été commissaire d'un grand nombre d'expositions nationales et internationale telles que « Duchamp » (1977), « Les réalismes » (1980), « Vienne » (1986), « Marcel Delmotte » (1987), « L'âme au corps » (1993), « Balthus »,  « Zoran Music »  (1995), « Szafran », « Mélancolie » (2005), « Crime et châtiment » (2010) et a dirigé la Biennale de Venise du Centenaire. En 2018-2019, il est commissaire de l'exposition « Sigmund Freud. Du regard à l'écoute » au musée d'Art et d'Histoire du judaïsme à Paris. En 2020-2021, il est commissaire, avec Laura Bossi, de l'exposition « Inferno » aux Scuderie del Quirinale de Rome (octobre 2021-janvier 2022), à l'occasion du septième centenaire de la mort de Dante Alighieri.
Rédacteur en chef des Chroniques de l'art vivant de 1970 à 1975, il est professeur d'histoire de l'art à l'École du Louvre entre 1977 et 1980, et fonde les Cahiers du musée national d'Art moderne qu'il dirige de 1978 à 1986. Il prend régulièrement part aux débats qui entourent l'art contemporain et la diffusion de l'art.
Dans plusieurs ouvrages, il dénonce la tournure de l'art contemporain qui aurait rompu avec la tradition artistique européenne.
Opposé au mariage homosexuel, il participe à l'université d'été de La Manif pour tous en 2013.
En septembre 2017, il intègre le comité éditorial du magazine L'Incorrect.

## Œuvres

### Romans et essais
- Les Chemins détournés, Paris, Gallimard, 1962
- Marcel Duchamp ou le Grand Fictif, Paris, Galilée, 1975
- Bonnard, Screpel, 1975
- Duchamp et la photographie, Le Chêne, 1978
- Henri Cartier Bresson, Paris, Delpire, 1982
- Considérations sur l’état des Beaux Arts, Paris, Gallimard, 1983
- Christian Bérard (en collaboration), Herscher, 1987
- Paradoxe sur le conservateur. De la modernité conçue comme une religion, L’Échoppe, 1988
- Le Nu et la norme. Klimt et Picasso en 1907, Gallimard, 1988
- Méduse. Contribution à une anthropologie des arts du visuel, Paris, Gallimard, coll. « Connaissance de l'inconscient », 1989
- Le Voyageur égoïste, Paris, Plon, 1989
- Brève défense de l’art français : 1945-1968, L’Échoppe, 1989
- De l’invention simultanée de la pénicilline et de l’action painting, et de son sens, L’Échoppe, 1990
- Le Nez de Giacometti, Faces de carême, figures de carnaval, Paris, Gallimard, 1992
- Élevage de poussière : Beaubourg vingt ans après, L’Échoppe, 1992
- Les Métamorphoses d’Éros, Essai sur Balthus, Paris, Réunion des musées nationaux, 1996
- Sam Szafran, Paris, Skira, 1996
- Éloge du visible. Fondements imaginaires de la science, Paris, Gallimard, Collection « Connaissance de l'inconscient », 1996  (ISBN 2070746755)
- Malinconia. Motifs saturniens dans l’art de l’entre-deux-guerres, Gallimard, 1996
- La Responsabilité de l’artiste, Les avant-gardes entre terreur et raison,  Paris, Gallimard, coll. « Le débat », 1997
- Henri Cartier-Bresson, Des Européens, Seuil, 1997
- Cinq notes sur l’œuvre de Louise Bourgeois, L’Échoppe, 1999
- Sur Marcel Duchamp et la fin de l’art, Gallimard, 2000
- Le résidu et la ressemblance, Un souvenir d'enfance d'Alberto Giacometti, L’Échoppe, 2000
- Cinq repentirs de Pablo Picasso, L’Échoppe, 2000
- La Barbarie ordinaire. Music à Dachau, Paris, Gallimard, coll. « Blanche », 2001
- Picasso et l’abîme, L’Échoppe, 2001
- Balthus, Flammarion, 2001
- L’enterrement de Balthus, L’Échoppe, 2001
- Court traité des sensations, Paris, Gallimard, 2002
- Du surréalisme considéré dans ses rapports au totalitarisme et aux tables tournantes, Paris, Mille et Une Nuits, 2003
- Henri Cartier-Bresson : entre l’ordre et l’aventure, L’Échoppe, 2003
- Henri Cartier-Bresson, Centre National de la Photographie, Photo Poche N°2, 2004
- L’an 1895 : d’une anatomie impossible, L’Échoppe, 2004
- Courte histoire de l’art moderne. Un entretien, L’Échoppe, 2004
- De immundo. Apophatisme et apocatastase dans l'art d'aujourd'hui (coll. « Incises »), Paris, Galilée, 2004.  (ISBN 2-7186-0640-1)
- Une leçon d’abîme. Neuf approches de Picasso, Gallimard, Art et Artistes, 2005
- Journal atrabilaire, Paris, Gallimard, 2006
- Bonnard, Hazan, 2006
- Malaise dans les musées, Paris, Flammarion, 2007, Prix du livre incorrect 2008 ; trad. en espagnol Malestar en los museos, Gijón, TREA, 2011  (ISBN 978-84-9704-607-7)
- Le lait noir de l’aube, Paris, Gallimard, 2007
- Autoportrait au visage absent, Ecrits sur l'art, Paris, Gallimard, 2008
- De Humboldt à Hubble, Le cosmos et l’art moderne, L’Échoppe, 2008
- Claudio Parmiggiani, Apocalypsis cum figuris, Allemandi, Turin, 2008
- Arturo Martini, La sculpture langue morte, L’Échoppe, 2009
- La Tourterelle et le Chat-huant, Paris, Gallimard, 2009
- Zoran Music : Apprendre à regarder la mort comme un soleil, avec Charles Juliet et Ida Barbarigo, Paris, Somogy, 2009
- L’Hiver de la culture, Paris, Flammarion, 2011
- Dialogue avec les morts, Paris, Gallimard, 2011
- Hubris, La fabrique du monstre dans l’art moderne, Paris, Gallimard, 2012
- Le Temps des avant-gardes : Chroniques d'art (1968-1978), Paris, La Différence, coll. « Essais », 2012, 320 p. (ISBN 978-2-7291-1994-2, présentation en ligne)
- Retour à Milan, L’Échoppe, 2012
- Les Derniers Jours, Paris, Gallimard, 2013
- Les valeurs dans l’art. Entretien avec Malraux, L’Echoppe, 2013
- Picasso et le cirque. Parade et palingénésie? L’Échoppe, 2013
- La Part de l’ange. Journal 2012-2015, Paris, Gallimard, 2016
- Terre natale. Exercices de piété, Gallimard, 2019

### Poésie
- Onze chansons puériles (Éditions l’Échoppe), dont « les sarbacanes » mélodie de Jean-Marc Boudet pour chant, hautbois et piano.

### Catalogues raisonnés
- 1975. Delvaux : catalogue de l'œuvre peint, en collaboration avec Michel Butor et Suzanne Houbart-Wilkin, Bruxelles, Production de la Société nouvelle d'éditions internationales, 1975.
- 1977. L'oeuvre de Marcel Duchamp, Catalogue de l'exposition, musée national d'Art moderne, centre Pompidou, Paris (tome 1).
- 1977. Marcel Duchamp. Catalogue raisonné de l’œuvre, musée national d'Art moderne, centre Pompidou, Paris (tome 2).
- 1977. Marcel Duchamp. Abécédaire. Approches critiques, musée national d'Art moderne, centre Pompidou, Paris (tome 3).
- 1977. Roché, Henri-Pierre. Victor. Roman inachevé basé sur la vie de Marcel Duchamp, alias Victor, texte établi par Danielle Régnier-Bohler, préface et notes par Jean Clair, musée national d'Art moderne, centre Pompidou, Paris (tome 4).
- 1999. Balthus, Catalogue raisonné de l'œuvre complet, avec Virginie Monnier, Paris, Gallimard, 1999.

### Catalogues d'exposition et direction d'ouvrages (choix)
- 1969. Giacometti (Musée de l’Orangerie et Villa Médicis, Rome)
- 1972. Art en France, Une nouvelle génération (Éd. du Chêne)
- 1975. Les Machines célibataires [En collaboration avec Harald Szeemann] (Alfieri).
- 1975. Nouvelle subjectivité. Le désespoir du peintre (Fondation Rothschild)
- 1977. La boîte en valise. Exposition itinérante Marcel Duchamp (musée national d'Art moderne, centre Pompidou, Paris)
- 1978. René Magritte (centre Pompidou, Paris).
- 1978. Duchamp et la photographie (Le Chêne)
- 1979. Marcel Duchamp: tradition de la rupture ou rupture de la tradition ? Colloque de Cerisy-la-Salle, 1977 (Union Générale d'Editions, 10/18).
- 1981. Les Réalismes entre révolution et réaction, 1919-1939 (centre Pompidou et Prestel Verlag, Munich).
- 1981. Léon Spilliaert 1881-1946 [en collaboration avec Éliane Wauquiez], (Catalogue de l’exposition, Paris, Galeries nationales du Grand Palais, Bruxelles, Musées royaux des beaux-arts de Belgique, AFAA).
- 1983. Giorgio De Chirico (centre Pompidou, Paris).
- 1984. Bonnard (centre Pompidou et Thames & Hudson, Londres).
- 1984. Balthus (centre Pompidou).
- 1985. Sironi, 1885-1961, [En collaboration avec Giovanni Testori] (Mazzotta, Milan).
- 1985. Zoran Music. Nous ne sommes pas les derniers (Éditions Lacourière et Frélot).
- 1986. Vienne 1880-1938 : l’Apocalypse joyeuse (centre Pompidou).
- 1987. Christian Bérard [En coll :aboration avec Boris Kochno et Edmonde Charles-Roux]  (Herscher).
- 1988. Bonnard (Palazzo Reale & Edizioni Mazzotta, Milan)
- 1988. Music, L’œuvre graphique (centre Pompidou)
- 1989. Zoran Music. We are not the last. [trad. Michael Gibson], (Everett B. Birch éditeur)
- 1989. Wunderblock: eine Geschichte der modernen Seele [en collaboration avec Cathrin Pichler et Wolfgang Pircher] (Historisches Museum der Stadt Wien, Löcker, Vienne).
- 1991. Les Années 20. L’âge d’or des métropoles (Musée des beaux-arts de Montréal - Gallimard).
- 1991. Arturo Martini, 1889-1947. L'oeuvre sculpté (Electa, Milan)
- 1991. Matisse-Bonnard : Correspondance [en collaboration avec Antoine Terrasse] (Gallimard)
- 1992. Zoran Music (Villa Médicis, Rome et Palazzo Reale, Milan, Catalogue Electa)
- 1992. Corps Crucifiés   - Picasso, Bacon, Saura…( Musée Picasso, Paris, Musée des Beaux-Arts, Montréal et Musée Unterlinden, Colmar/RMN)
- 1993. L’Âme au corps : art et sciences, 1793-1993 (Grand Palais, Paris, R.M.N. - Gallimard/ Electa).
- 1995. Paradis perdus : l’Europe symboliste (Musée des beaux-arts de Montréal - Flammarion).
- 1995. Identità e alterità : figure del corpo, 1895-1995 (Centenaire de la Biennale de Venise, Marsilio, Venise).
- 1998. Picasso 1917-1924 : le voyage d’Italie (Gallimard et Bompiani).
- 1999. Cosmos : du romantisme à l’avant-garde, 1801-2001 (Musée des beaux-arts de Montréal - Gallimard).
- 1999. David Hockney - Dialogue avec Picasso (musée Picasso, Paris).
- 1999. Sam Szafran (Fondation Gianadda, Martigny.)
- 2001. Balthus (rétrospective au Palazzo Grassi de Venise ; Bompiani, Milan, Flammarion et Abrams, New York).
- 2001. Picasso Érotique (Galerie Nationale du Jeu de Paume, Paris ; Musée des Beaux-Arts, Montréal et Museu Picasso, Barcelone).
- 2001. Picasso sous le soleil de Mithra (Fondation Gianadda, Martigny et Musée Picasso, Paris.)
- 2004. La Grande Parade. Portrait de l’artiste en clown (Grand Palais, Paris, et Musée des beaux-arts du Canada - Gallimard - R.M.N.).
- 2005. Mélancolie. Génie et folie en Occident (Grand Palais, Paris; R.M.N. - Gallimard).
- 2005. Gustave Klimt. Papiers érotiques [en collaboration avec Werner Hofmann et Caroline Messensee] (Fondation Dina Vierny-musée Maillol - Gallimard).
- 2006. Melancholie. Genie und Wahnsinn in der Kunst (Berlin, Neue Nationalgalerie, Hatje Cantz Verlag, Ostfildern-Ruit - Éditions de la Réunion des Musées Nationaux, Paris, 2006).
- 2007. De la Mélancolie. Les entretiens de la Fondation des  Treilles    [en collaboration avec Robert Kopp] (Gallimard).
- 2008. Les Années 1930. La fabrique de l’homme nouveau (Musée des beaux-arts du Canada , Ottawa - Gallimard).
- 2010. Crime et Châtiment (Musée d’Orsay - Gallimard).
- 2018. Freud. Du regard à l’écoute (MAHJ - Gallimard).
- 2021. Inferno [en collaboration avec Laura Bossi] (Scuderie del Quirinale, Rome – Electa).

### Citation
« J'appartiens à un peuple disparu. À ma naissance, il constituait encore 60 % de la population française. Aujourd'hui, il n'en fait même pas 2 %. Il faudra bien un jour reconnaître que l'événement majeur du XXe siècle n'aura pas été l'arrivée du prolétariat, mais la disparition de la paysannerie. »
— Les Derniers Jours (2013, p. 135).

## Distinctions
Jean Clair est élu à l'Académie française au fauteuil de Bertrand Poirot-Delpech le 22 mai 2008 au premier tour de scrutin par 16 voix contre 7 face à Pierre Bergé. Il est reçu sous la Coupole le 18 juin 2009 par Marc Fumaroli.
Il est membre de l'Académie du Morvan depuis 2010.

### Prix
- 1988 : lauréat de la fondation Fritz-Winter
- 1992 : prix Psyché
- 2006 : prix mondial Cino-Del-Duca
- 2008 : prix du Livre incorrect

### Décorations
- Officier de la Légion d'honneur (fait chevalier le 7 juillet 1998, promu au grade d'officier le 13 juillet 2012)
- Officier de l'ordre national du Mérite (2008)[11]
- Commandeur dans l’ordre des Arts et des Lettres
- Grande médaille d'or de la République d'Autriche
- Grande médaille d'or de la Ville de Vienne
- Médaille d'histoire de l'art de l'Académie d'architecture (1993)